# شهرستان تورونی
شهرستان تورونی (به لهستانی: Toruń County) یک شهرستان در لهستان است که در استان کویافسکو-پومورسکی واقع شده‌است.

## خصوصیات
شهرستان تورونی ۱٬۲۲۹٫۷۱ کیلومترمربع مساحت و ۸۹٬۵۰۵ نفر جمعیت دارد.